# Ува (река)
Ува (удм. Ва) — река в Республике Удмуртия, протекающая по территории Увинского и Вавожского районов, правый приток реки Вала (бассейн Волги). Длина реки составляет 112 км. Площадь водосборного бассейна — 1230 км².
Исток реки находится в лесном массиве в 2 км к северу от деревни Зиновей и в 37 км к северо-востоку от райцентра — посёлка Ува. Общее направление течения — юго-запад. На реке расположены два райцентра: Ува (в среднем течении) и Вавож (при впадении Увы в Валу). Устье реки находится в 78 км по правому берегу реки Вала. Высота устья — 92,2 м над уровнем моря.

## Притоки
(км от устья)
- Кайшур (лв)
- Пужминка (лв)
- 12 км: Пурга (лв)
- 21 км: Кильцемка (пр)
- 46 км: Ирейка (в водном реестре без названия, лв)
- 48 км: Изейка (Пуровайка) (пр)
- 50 км: Папинка (лв)
- Пушмедзя (лв)
- 60 км: Лудзилка (в водном реестре без названия, пр)
- 67 км: Малая Мултанка (в водном реестре без названия, пр)
- 68 км: река без названия (лв)
- 73 км: Мултанка (пр)
- Индошурка (лв)
- Пошур (лв)
- Сурия (пр)
- 99 км: Уйвайка (пр)
- Кабак (пр)

Система водного объекта: Вала → Кильмезь → Вятка → Кама → Волга → Каспийское море.

## Данные водного реестра

Бассейн Вятки

По данным государственного водного реестра России относится к Камскому бассейновому округу, водохозяйственный участок реки — Вятка от водомерного поста посёлка городского типа Аркуль до города Вятские Поляны, речной подбассейн реки — Вятка. Речной бассейн реки — Кама.
Код объекта в государственном водном реестре — 10010300512111100039375.